# 石田泰子
石田 泰子（いしだ やすこ）は、日本の映画字幕翻訳者である。

## 略歴
いったん就職した後、字幕翻訳を志すが、専門の教育機関がなかったため日本翻訳学院外国映画科で吹替翻訳を学ぶ。
経済的事情のために学校には1年しか通わなかったが、後に同級生の紹介で、1985年に菊地浩司が代表取締役を務めるACクリエイトにて劇場用の字幕をビデオ用に書き換える仕事をこなした後、1986年に『不滅のデューク』で字幕翻訳デビュー。
現在では劇場公開映画を中心に字幕翻訳を制作している。

## 主な作品
- Stand out fit in (2019)
- グレイテスト・ショーマン (2018)
- KUBO/クボ 二本の弦の秘密 (2016)
- インサイド・ヘッド (2015)
- ヴィンセントが教えてくれたこと (2015)
- ジャージー・ボーイズ (2014)
- マイリトルポニー〜トモダチは魔法〜 (2010)（歌詞字幕）
- カールじいさんの空飛ぶ家 (2009)
- ダークナイト (2008)
- バーン・アフター・リーディング (2008)
- マンマ・ミーア! (2008)
- 不都合な真実 (2006)
- バットマン ビギンズ (2005)
- 華氏911 (2004)
- アニマルマン (2001)
- モンスターズ・インク (2001)
- スペース・ジャム (1996)
- トレインスポッティング (1996)
- ペンギン物語〜きらきら石のゆくえ〜 (1995)
- セントラルパークの妖精 スタンリーのゆかいな冒険 (1994)
- おやゆび姫 サンベリーナ (1994)
- ジム・ヘンソンのウィッチズ/大魔女をやっつけろ! (1990)